# キン肉マンゼブラ
キン肉マンゼブラ（キンにくマンゼブラ）は、ゆでたまごの漫画『キン肉マン』に登場する架空の人物。
アニメ版の声優は掛川裕彦。

## 主な特徴
初登場はキン肉星王位争奪編「運命の子供たち!!の巻」。主人公・キン肉マンと相対するキン肉星大王候補・運命の5王子の一人で、元の名はパワフルマン。邪悪の神の一人・技巧の神が乗り移った。
かつて農夫であり、偉い超人を志して超人協会に裏口入会するために金をかき集め、不足分として親友でもあった愛馬（シマウマ）・キッドを惨殺し、その毛皮を剥いだ。アニメでは最強の超人を志し、何年もかけて乗り越える技能テストを時間がないという理由から裏口超人を訪ね、金塊の不足分としてキッドの毛皮を要求されたため「マッスル・インフェルノ」で殺害。この時にマッスル・インフェルノを取得するため前々から修練を積んでいたことを独白している。それによって鉄の精神（アニメでは非情の精神）を得る。以降、金による取引以外では人を信用しない性格となり、チームメイトも金の力で集めた。また、チーム全員に結束の証として「ゼブラメダル」を所持させている。アニメでは技能テストをパスしたことで技巧の神に見込まれたと述べており、乗り移ったことでより強力な残虐超人になったことを独白している。またキン肉星大王の座を目指す理由も「最強の超人」のためと語った。
ゼブラの名の通り、全身にシマウマ模様を持つ。その模様は戦闘スタイルによって、クリーンファイターの「白/黒」姿と、残虐ファイターの「灰色/黒」姿の2パターンに変化する。普段は「白/黒」姿によって自分の残虐性を中和し、紳士的な性格と正統派のクリーンファイトを見せるが、パルテノンによって本来の姿である「灰色/黒」に戻ると凶器による反則も辞さない残虐ファイトを展開した。超人ボクシングのスーパー・ヘビー級チャンピオンの経歴を持ち、芸術的なテクニックを持つ一方で怪力を活かしたパンチを主体とするファイトも得意とする。
当初、パワフルマンは眉があること以外キン肉族における普通の外見だったが、回想シーンでは髪の毛もあり美形の顔立ちになっていた。アニメでは当初の姿で登場している。作者によると初期の超人ジェシー・メイビアを究極的に進化させた超人であるという。

## 『キン肉マン』でのゼブラ

### 生い立ち
貧しい農家に生まれたパワフルマンは、偉い超人となって家を出ることを夢見ていた。偉くなるためには莫大な金が必要と考え、幼い頃から人の嫌がる仕事も進んで引き受けガムシャラに働いた結果、数年後にはクワ一本と愛馬キッドの協力により90億超人ドルを得る。
偉い超人となるために正義超人協会に裏口入会（アニメでは何年もかかる超人技能テストを通過）することを図り、裏口超人を訪ねるが、わずかに金が足りず、不足分としてキッドの毛皮を要求される。躊躇するが自分の立身のためキッドを惨殺、裏口入会する。以後、目的のためなら友をも裏切る鉄の精神を得る。

### キン肉マンチームとの戦い
宇宙超人タッグ・トーナメント終了後、キン肉マンの王位継承を阻止せんと暗躍する技巧の神の手によりキン肉マンゼブラとなる。キン肉星王位争奪サバイバルマッチでは二回戦に選抜、技巧（ゼブラ）チームとしてチームメイトを金で雇い姫路城にて待ち受ける。アニメではマリと共に姫路に訪れていたキン肉マンに子供たちが集まっている光景に遭遇。「人気取り」と称して襲撃するが、キン肉マンは後ろにいた赤ん坊を守るために攻撃せず、近くの兵隊に止められて撤退した。
一回戦のキン肉マンマリポーサ率いる飛翔（マリポーサ）チーム戦で消耗したキン肉マンチームと戦うが、先鋒のザ・マンリキが超人墓場から復活したウォーズマンに倒される。次鋒のモーターマンがテリーマンを攻め立てるが、中堅のバイクマンに変装して潜入していたラーメンマンに倒され、さらに本物のバイクマンも激戦の末ラーメンマンに破れる。
ゼブラは一気に決着をつけるために自分と副将のパルテノン、キン肉マンとロビンマスクによるタッグマッチを提案。試合序盤は優れたパワーとテクニックのクリーンファイトによりキン肉マンを圧倒するが、一対一の闘いに集中するあまりロビンマスクの存在を忘れて彼に拘束され、キン肉マンとロビンのクロス・ボンバーを受けて大ダメージを負う。
キン肉マンにとどめを刺されそうになった時、パルテノンが助けに入り、さらに影の衣により本性である残虐ファイターとして復活させる（アニメでは体格がふた回りも大きくなっている）。全身を黒く染めたゼブラは鉄球や釘状の凶器を使用する残虐ファイトでキン肉マンを痛めつけ、さらにキン肉族三大奥義の一つ「マッスル・インフェルノ」を繰り出す。奥義を見せ付けられたキン肉マンは戦意を喪失するが、パルテノンの体内に捕われたロビンマスクの激励により再起。アノアロの杖を利用して脱出したロビンがパルテノンを撃破するが、彼も全身のダメージにより戦線離脱する。
最後は大将同士の闘いとなり、勝負をつけようと仕掛けたキン肉マンのキン肉ドライバーを破る。勝利を確信したゼブラは自身の生い立ちを語り、ロビンマスクとラーメンマンを50億超人ドルでチームに勧誘するが、手にできた「友情ダコ」を見せた上でキン肉マンとの友情は大金にも換えられないと拒否される。
友情を否定するゼブラは、キン肉マンをマッスル・インフェルノに捉える。技が決まろうとする直前、シマウマのキッドの霊が乗り移った（アニメではキッドの気持ちを考えた。その際、ゼブラはキッドの背中に乗っている感覚がすると驚いていた）キン肉マンにロデオ・スキップで振り落とされ、未完成マッスル・スパークを受けて敗北。キン肉マンからキッドも同じようにしてマッスル・インフェルノを破ることができたはずだが、それをせずわざと殺されたその行為こそ友情であると告げられ、キッドに詫びながら意識を失う。直後、純白のマントの血染めの儀式を受けて、素顔を晒すことになった（アニメではマントの効果でゼブラの体から出現した技巧の神が吸収され、マントを血に染めた）。一命をとりとめたものの、担架で運ばれる途中に知性チームのプリズマンのレインボー・シャワーを浴び、白骨化して死亡した。アニメでは白骨化のシーンは描かれなかったが、エピローグではキン肉マンのフェイス・フラッシュで他の運命の王子や超人たちと共に復活した。
第4回人気投票では第12位にランク入りしている。

### オメガ・ケンタウリの六鎗客編
キン肉マンスーパー・フェニックスたちと共に運命の四王子の一人としてサグラダ・ファミリアに現れる。五大城決戦では、イタリアのデルモンテ城でマリキータマンと対戦する。しかし、マリキータマンのロールシャッハ・インフリューエンスで白ゼブラよりも弱い黒ゼブラの人格を引き出され、満身創痍の重傷を負うが、白ゼブラがキッドを殺した罪を黒ゼブラに背負わせていたという自らの罪業を認め受け入れたことで、人格が統合された。しかし、満身創痍の状態からの真・マッスル・インフェルノをマリキータマンに破られ、マリキータデッドリーライドをくらってKOされ敗北する。実は技巧の神から超人たちを死滅させるために必要な108のカピラリアの欠片（ピース）の話を聞いていて、オメガ・ケンタウリの六鎗客編の終盤で調和の神をリーダーとする超人殲滅派の神々が地上に下天して襲来したことを察知する。
ゆでたまごは、なぜゼブラが復活したのかという質問に「きっとキン肉マンの最後のフェイス・フラッシュでジェロニモたちと一緒に蘇ったんですよ」と答えている。
この時期ゆでたまごの原作担当の嶋田隆司は、ゼブラを負けさせたことについてSNSで「このゼブラの扱いはなんなんだ!」と毎週酷評され、少しノイローゼ気味になったといい、担当も「打ち合わせのたびに参っていた」と心配していた。担当によると「そうしてもらわないと予定していた次の段階へと話が進まないため、むりやりお願いした」ということで、嶋田も合意していたが「書きたくない展開にしなきゃいけない時って普段の数倍くらい精神的に疲れる」と語っている。
「キン肉マン超人総選挙2019」では31位にランクインしている。

### 新シリーズ
バベルの塔でのリアル・ディールズと超神たちの試合が全て終了した後に、レバノン某所で刻の神が生み出した時間超人ドミネーターとエル・カイトの二人組に追い詰められていたケンダマンを、キン肉マンマリポーサと共に駆けつけて助ける。そして、ドミネーターとエル・カイトのタッグ「エル・ドミノス」とマリポーサと共にタッグ戦に臨もうとする寸前、突如飛来したマリキータマンにタッグを組もうと提案されて、当初は反発するがマリポーサからその方が良いと説得されて、マリキータマンとのタッグ「エグゾセミサイルズ」を結成して、タッグ戦を開始する。タッグ戦では、エル・ドミノスの時間超人特有の超回復によって苦戦するが、最後はコンビ技「シンクロニシティ・インフェルノ」をエル・ドミノスに食らわせて勝利する。
そして、正体を現した時間超人五大刻が地球各地に散らばる中で、一人その場に残った五大刻のひとりパピヨンマンとキン肉マンマリポーサの試合が開始される。そして、マリポーサがパピヨンマンに敗れた後、マリポーサを処刑しようとするパピヨンマンを突如現れたキング・ザ・100tが足止めしている間に、キング・ザ・100tと同時に現れたバイクマンの背に乗って重傷のマリキータマンとマリポーサを乗せると、その場から離脱する。

### 主要対戦成績
- シングルマッチ
  - ×マリキータマン（マリキータデッドリーライド）
- タッグマッチ
  - ×ブルー・インパルス（キン肉マン / ロビンマスク、未完成マッスル・スパーク）
  - ○エル・ドミノス（ドミネーター / エル・カイト、シンクロニシティ・インフェルノ）
- 団体戦
  - ×キン肉マンチーム（1勝4敗）

## 得意技
マッスル・インフェルノ
キン肉族三大奥義の一つ。リングロープ間を高速で跳ねて複数の残像を作り相手を幻惑し、動揺した相手を蹴りで空中に突き上げた後、サーフィンのように相手の背中に乗り、頭部を場内の壁に叩きつける。
相手の背中に乗った際に身体を大きく動かされるとバランスが崩れ、技が外される弱点がある。そのため三大奥義の一つでありながら不完全な技との解説もある。
ゼブラ自身は作中で初めて披露した「未完成なマッスル・インフェルノ」と、愛馬キッドを惨殺した「完璧なマッスル・インフェルノ」の双方があることを語っているが、具体的な違いについては不明。
王位継承候補となる以前のパワフルマン時代から使用している。アニメ版では愛馬キッドを殺した際に会得した。
真・マッスル・インフェルノ
マッスル・インフェルノの強化版。
相手の背に乗って飛行するという基本形は変わらず、片手で相手の足首を掴んで両足を封じ、片足で相手の右手を、もう片方の足で相手の背を捉えて安定性を増した技になっている。
セイント・マッスル・パンチ
高速の右ジャブによるパンチ。リングの鉄柱を容易にへこませる威力がある。
メフィスト・パンチ
ゼブラが得意とする渾身の右ストレート。作中ではキン肉マンのトラースキックが拳に当たり、自分の顔を殴ることになった。
サバンナ・パンチ
フットワークを活かした、両腕によるパンチ。
サラブレッド・フック
鉄球を握り締めた状態で繰り出すフック。
サラブレッド・アッパー / サラブレッドアッパー
鉄球を握り締めた状態で繰り出すアッパー。
フライング・ヘッドバット
マスクの中に鉄製の凶器を仕込んでのヘッドバット。
ゼブラ サンダーボルトクラッシュ
ドロップキックの体勢から後ろ向きに相手の腰に両足を挟み、そのまま前転しながら両手で相手の足をつかみ、相手の頭部を打ちつける変形のパイルドライバー。
ゼブラ ヘルズサブミッション
逆立ちした状態から相手の背後から足首をつかみ、両足で相手の両腕を極める立ち関節技。
ゼブラ ブラッディドライバー
リングの鉄柱に相手の頭部を叩きつけるパイルドライバー。

### タッグ技
残虐技キャンバス・プレッサー
フライングヘッドバットでキャンバスに亀裂を入れた後、リング外からパルテノンとともにドロップキックを放ってキャンバスを二つ折りにし、相手を押しつぶす。
エグゾセツインボム
エグゾセミサイルズのツープラトン。2人同時にそれぞれの相手を背後から腕を交差させて上下逆さにつかみ、上空から落下してマットに叩きつける。
エグゾセツインレッグラリアット
エグゾセミサイルズのツープラトン。背中合わせになった相手2人を前後から挟むようにして、ゼブラとマリキータマンが首元にキックを叩き込む。
ヘルズベル・リンギング
エグゾセミサイルズのツープラトン。マリキータマンが半透明の後ろ羽根で相手を包み込み、動きを封じて上昇。地上ではゼブラがもう1人の相手を変形のゴリースペシャルに捕らえ、そこへマリキータマンが急降下して相手2人の頭同士を激突させる。
シンクロニシティ・インフェルノ
エグゾセミサイルズのツープラトン。まず、マリキータマンがロールシャッハ・ドットでゼブラと完全シンクロ状態になる。そして、ゼブラが相手をマッスル・インフェルノに、マリキータマンがもう1人の相手を逆さのマッスル・インフェルノにとらえ、ロープを挟んで上下から叩きつける。そのままロープをレールにして滑りながら加速し、場外の柱に相手2人の頭を激突させる。

## プロフィール
- 種別 - 運命の王子[9] / 残虐超人
- 出身 -  アフリカ・ナミビア[10] / キン肉星
- 身長体重 - 220cm 154kg[11]
- 超人強度 - 97万パワー[1][12]（パワフルマン）→1億パワー[11]（ゼブラ）
- 生年月日 - 地球時間で1960年4月1日[13]
- 年齢 - 24歳[14]
- 精神 - 鉄の精神[11]（アニメでは非情の精神[15]）

### 異名
- 技の天才[16]
- 漆黒のテクニシャン[17]
- 天使と悪魔が棲む技巧超人（白/黒・クリーンファイター時）[18]
- 怨念と憎悪の残虐ファイター（灰色/黒・残虐ファイター時）[18]
- 裏切りから得た鉄の精神[19]
- 悪魔を宿すテクニシャン[19]
- 影暗纏いし技巧の王[19]
- 天使と悪魔が棲む超人[19]

### 主な肩書き
- 技巧チーム・大将
- キン肉星王位継承者候補

### 個人タイトル歴
- 超人ボクシング・スーパー・ヘビー級[8]

## コンピュータゲーム
『キン肉マン キン肉星王位争奪戦』ではステージ2のボスとして登場する。必殺技は相手を空中に投げてから頭で打ち上げて壁にぶつける「マッスル・インフェルノ」。
『キン肉マンII世 超人聖戦史』では属性ゲージが一定以下なら仲間にできる。主人公がアフリカ出身であれば弟子入りし「マッスル・インフェルノ」を習得できる。主人公が選んだルートにより扱いが分かれる。以下にそれを示す。
- 正義ルート

原作同様、キン肉星王位争奪戦にて技巧チームの大将としてパルテノンとともにタッグマッチで戦う。
- ゼブラルート

主人公をザ・マンリキに代わって技巧チームに50億超人ドルと大臣の座でスカウト。キン肉マンチームを破った後、技の神に洗脳され主人公と闘わせられる。しかしその後、主人公がいずれ脅威になると悟った時の神に唆され、主人公を殺害する。
- 中立ルート

王位継承サバイバルマッチによる超人界の混乱を防ぐため交渉に来た主人公を30億超人ドルでスカウトするが、彼の王位継承辞退の要求を断り戦闘となる。
- 悪行ルート

邪悪の神の手駒としてチームメイトを引き連れて悪魔超人軍団の一員となった主人公の前に立ちはだかる。
『キン肉マン マッスルグランプリ2』では、ゼブラの2Pカラー（同じキャラクター同士で対戦するための「色違い」キャラクター）として残虐ファイター版が登場する。

## 補足
テレビアニメ『キン肉マン キン肉星王位争奪編』放送時に発売された、バンダイの玩具『超人パワーシリーズ』では「ゼブラマン」名義で発売された。
アシックスの販促キャラクターとしてデザインされた「キン肉マンティガー」は、ゼブラの生き別れの兄という設定。